# Museo y Biblioteca General Ignacio Zaragoza
El Museo y Biblioteca General Ignacio Zaragoza está dedicado a una parte de la historia del Ejército Mexicano, al general Ignacio Zaragoza y a la gesta de la Batalla de Puebla (5 de mayo de1862). Está ubicado en la calle 4 Poniente número 516 esquina 7 Norte del Centro histórico de Puebla y anexo al templo del ex Hospital de Nuestra Señora de Belén.

## Antecedentes históricos
Las instalaciones que ocupan el Museo y Biblioteca General Ignacio Zaragoza datan del siglo XVIII, ya que la orden de los hermanos bethlemitas llegados a México en 1674 procedentes de Guatemala adquirieron del conde Paredes de Nava, entonces virrey de México, el predio en el cual construirían el Hospital, que estaría destinado a la atención de enfermos e indigentes que serían atendidos por los integrantes de la orden, siendo el fundador del hospicio fray Francisco del Rosario.
El predio adquirido poseía una cantera de la que se tomó la mayor parte de la piedra para la construcción del hospital y de la iglesia. Las obras se iniciaron el 5 de julio de 1692 y se concluyeron a principios del año de 1700.
Al momento de emitirse las Leyes de Reforma, quedaron clausuradas todas las instalaciones de esta orden hospitalaria. Para 1861 el inmueble albergaba a una fábrica de cerillos. En el año de 1886 el edificio fue ocupado por el Seminario Palafoxiano, mismo que fue reinaugurado en 1907 como Universidad Católica, que fue nuevamente clausurada en 1914 por causa de la revolución carrancista. 
En 1927 el general Plutarco Elias Calles, presidente de la República y el general Joaquin Amaro, secretario de Guerra y Marina, iniciaron los trabajos de reconstrucción para albergar en este edificio la Comandancia General de la 34.ª Zona Militar.
Después de un proceso de restauración ordenado por la Secretaría de la Defensa Nacional, respetando la arquitectura y detalles históricos de la construcción, el inmueble se recuperó para ser designado sede del Museo y Biblioteca "General Ignacio Zaragoza".

## Salas
El Museo y Biblioteca se ubica en la planta alta del inmueble y se compone de las siguientes salas:
- Cinco salas  dedicadas al general Ignacio Zaragoza: Niñez y juventud, Inicio en la carrera de las armas,  Guerra de Reforma y  Ministro de Guerra y Marina y Batalla del 5 de Mayo
- La Bandera y su evolución

El acervo museístico se compone de armamento original del siglo XIX (pistolas, escopetas, fusiles, espadas y sables), documentos históricos (originales y replicas).
La biblioteca se ubica en la planta baja del inmueble y tiene las siguientes áreas:
- Consulta general, consulta infantil y revistas periódicas
- Préstamo a domicilio
- Videoteca
- Lectura al aire libre
- Sala audiovisual